# 超级单体
是雷暴的一种，拥有深厚、持续旋转上升气流的中气旋。由于这个原因，这些雷暴有时被称为旋转雷暴（rotating thunderstorms）。在雷暴的四种类型（超级单体、飑线、多单体和单体）中，超级单体是最不常见，同时也是破坏力最大的一种。超级单体常常孤立于其他雷暴而存在，可以影响32（20英里）高度范围内的气候。

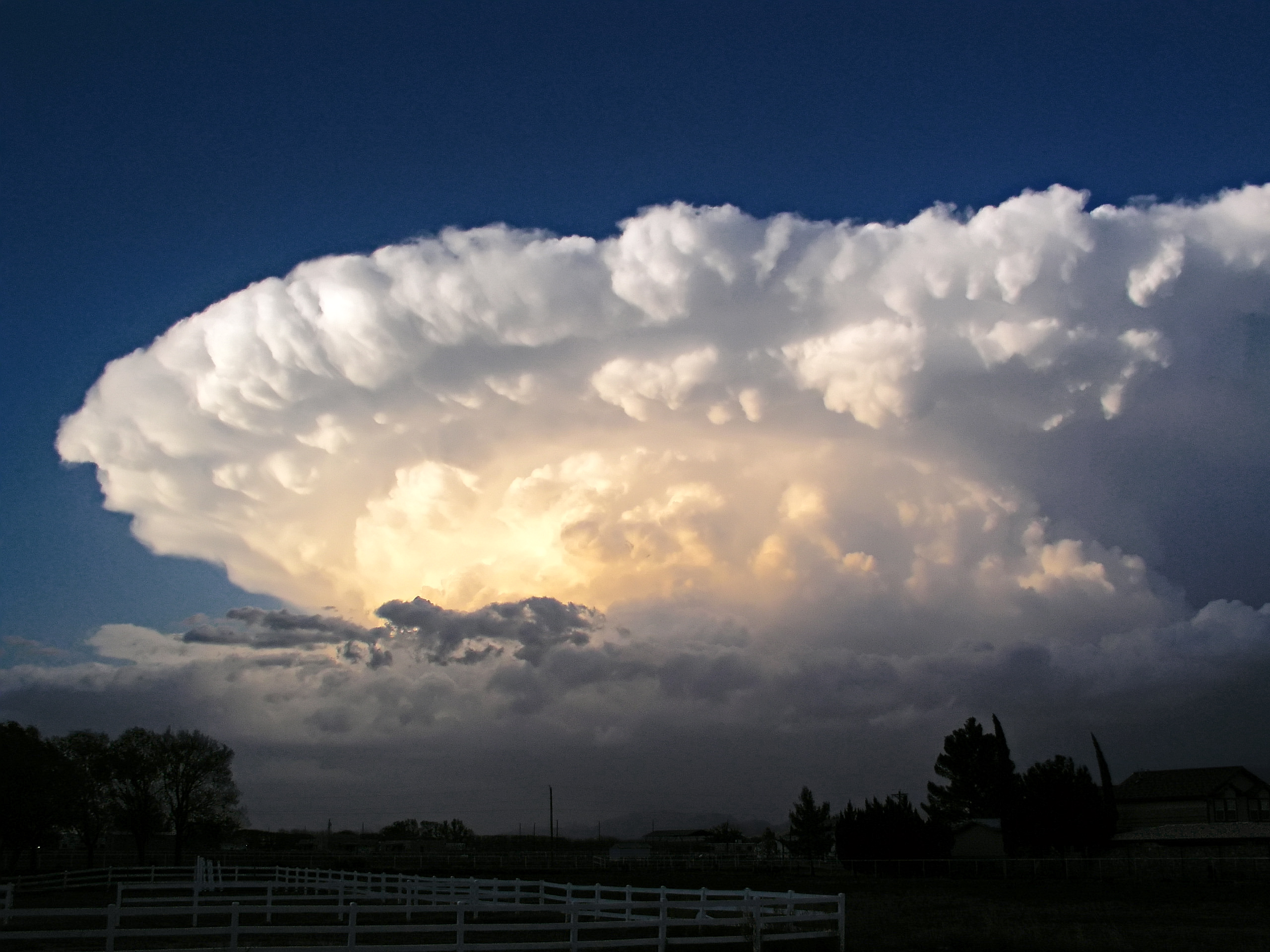
一个超级单体，与其他种类的雷暴（飑线、脉冲风暴、多单体雷暴）相比，其主要特征为大规模的旋转结构。

超级单体通常被分为三种类型：经典、低降水（LP）和高降水（HP）。低降水超级单体通常发生在干旱缺水地区，而高降水超级单体常发生在湿润地区，如美国的高原地区。虽然在符合发生条件的天气下，超级单体可能会出现在世界任何地方，但它们多数出现在北美大平原，一个以龙卷风走廊而闻名于世的地区。

## 形成

（1）风切变（紅）誘發風的旋轉（緑色）
（2）上昇氣流令旋風向上彎曲
（3）受旋轉的空氣柱影響，上昇氣流也開始旋轉

## 特性
超级单体常孤立于其他雷暴，尽管它们有时也嵌入飑线之中。通常情况下，超级单体出现在一个低气压系统的暖区，移动方向一般是北偏东，路线与低气压的冷锋方向一致。超级单体可以持续几个小时，因此它们被称为准稳态的风暴。超级单体有能力偏离平均风。如果人们追踪到偏左或偏右的平均风（相对于垂直风切变），他们会称其为“left-movers”或“right-movers”。超级单体有时会发展为两个独立的，旋转方向相反的上升气流，这将导致超级单体分为两个：一个向左移动，另一个向右移。
超级单体的体积可大可小。它们通常会带来大量的冰雹、强降雨、大风，以及下击暴流。一些类型的超级单体的中气旋内可派生出龙卷风，虽然只有不到40％的概率会发生这种情况。

## 地理
在合适的天气条件下，世界任何地方都可以产生超级单体。第一场被认定为超级单体雷暴发生在英格兰的沃金厄姆，由基思·布朗宁和弗兰克·拉德拉姆于1962年研究得出。布朗宁的最初工作是跟随莱蒙和多斯韦尔去研究现代概念的超级单体模型。在一些可用的记录中，超级单体频繁出现的地区包括美国中部的大平原和加拿大南部一直到美国东南部和墨西哥北部地区、阿根廷中东部及相邻的乌拉圭、孟加拉国和印度东部的部分地区、南非，以及澳大利亚东部。但偶尔超级单体也出现在温带地区，比如中国东部，以及欧洲。由于相似的特性，龙卷风经常出现的地区，超级单体也经常出现，详细情况请参阅龙卷风气候和龙卷风巷。

## 影响

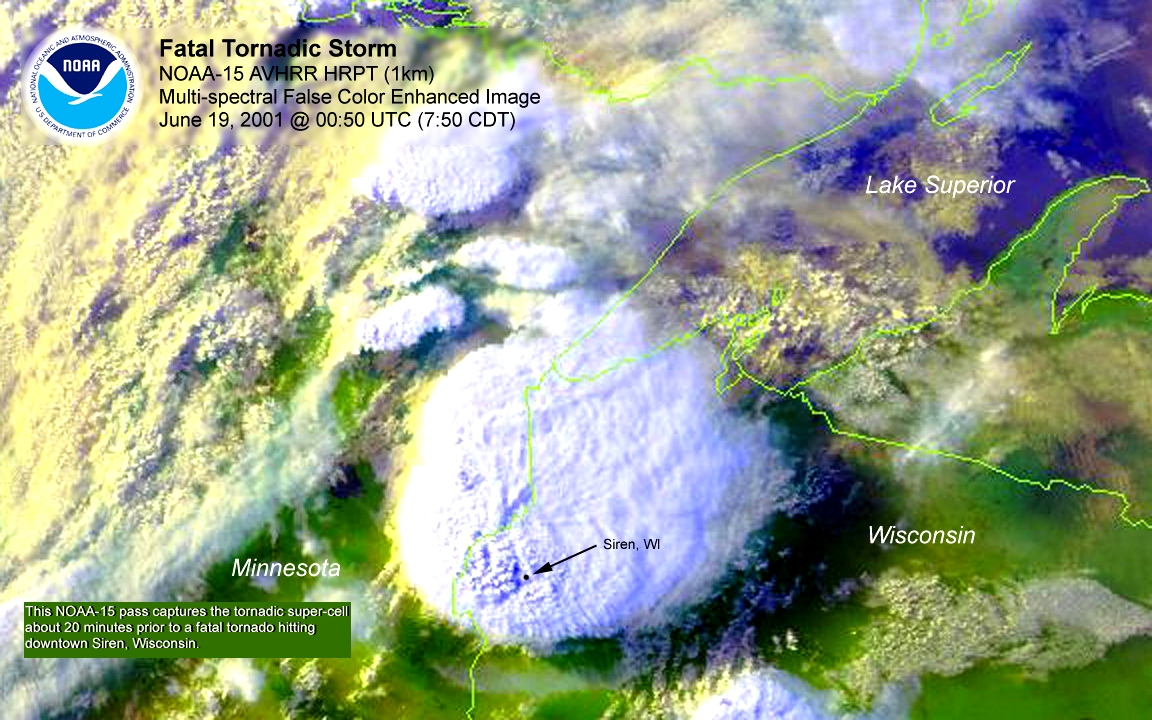
超级单体的卫星照片

超级单体可以带来大量冰雹、破坏性大风、致命的龙卷风、洪水、危险的云对地闪电，以及暴雨。超级单体造成的破坏虽然没有龙卷风那么引人注目，但也十分危险。超级单体可造成风速超过148 km/h（92 mph）的大风，下击暴流可造成类似于龙卷风的损害。恶劣天气带来的洪水是造成死亡的主要原因。

## 图库

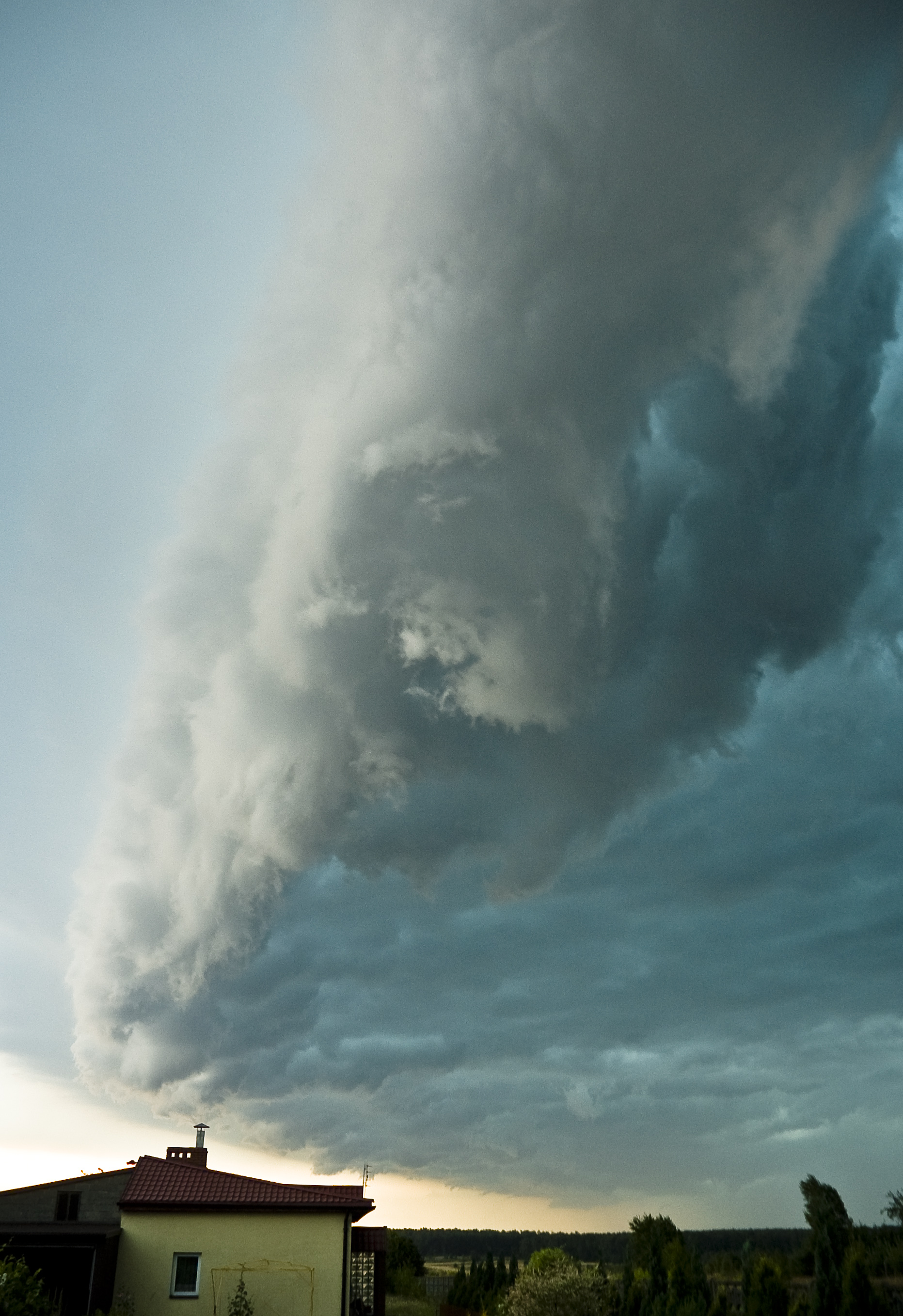
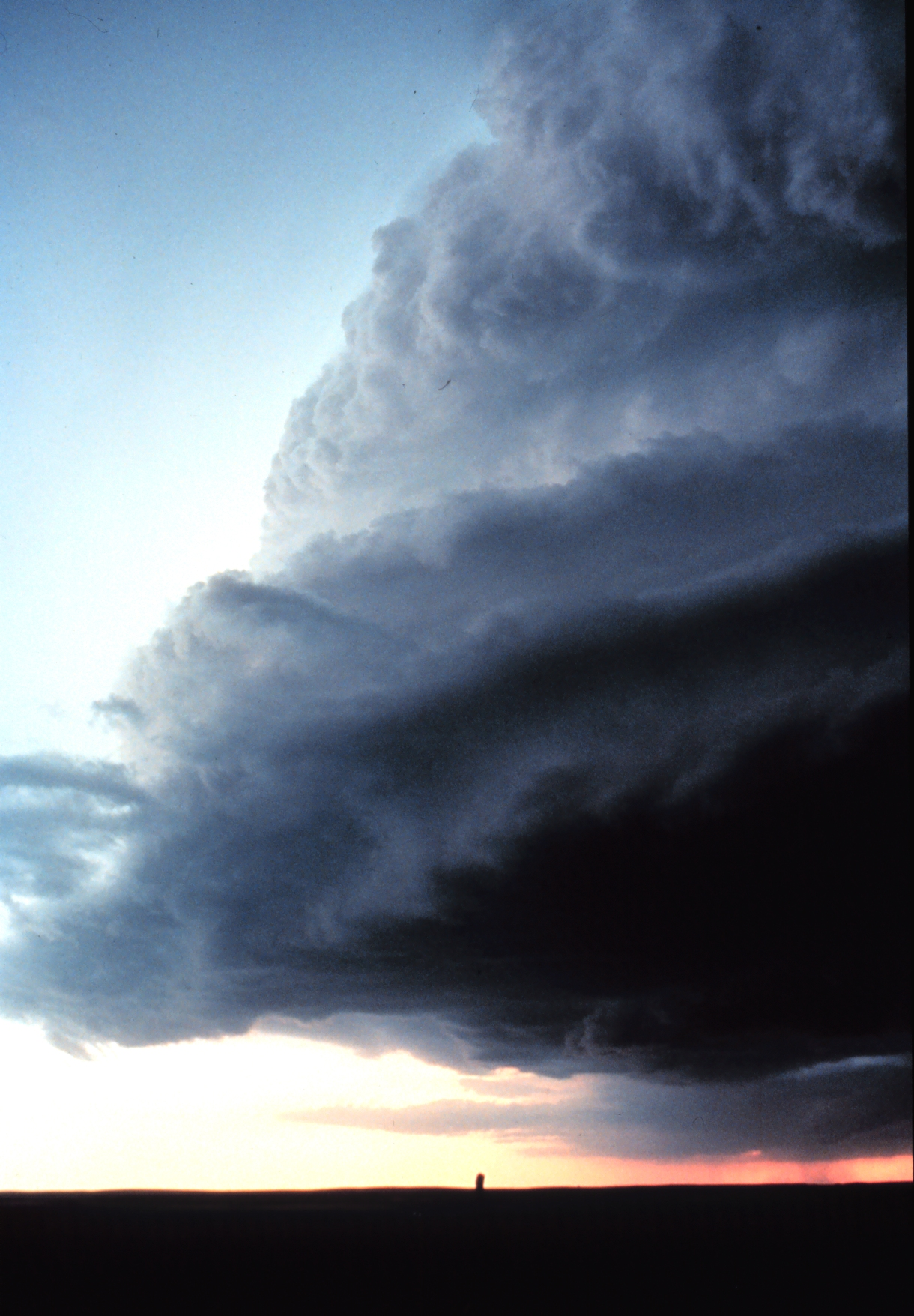
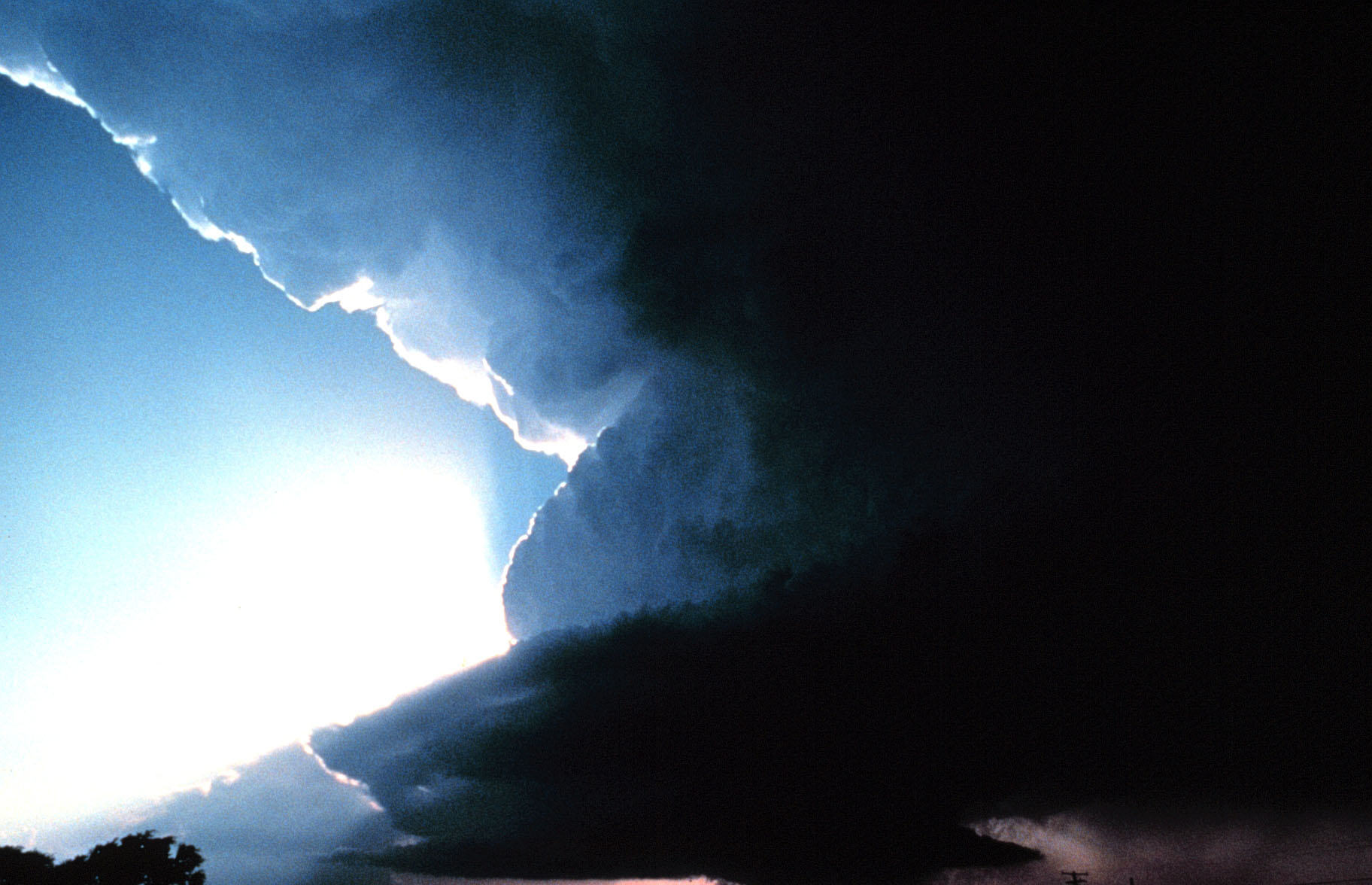
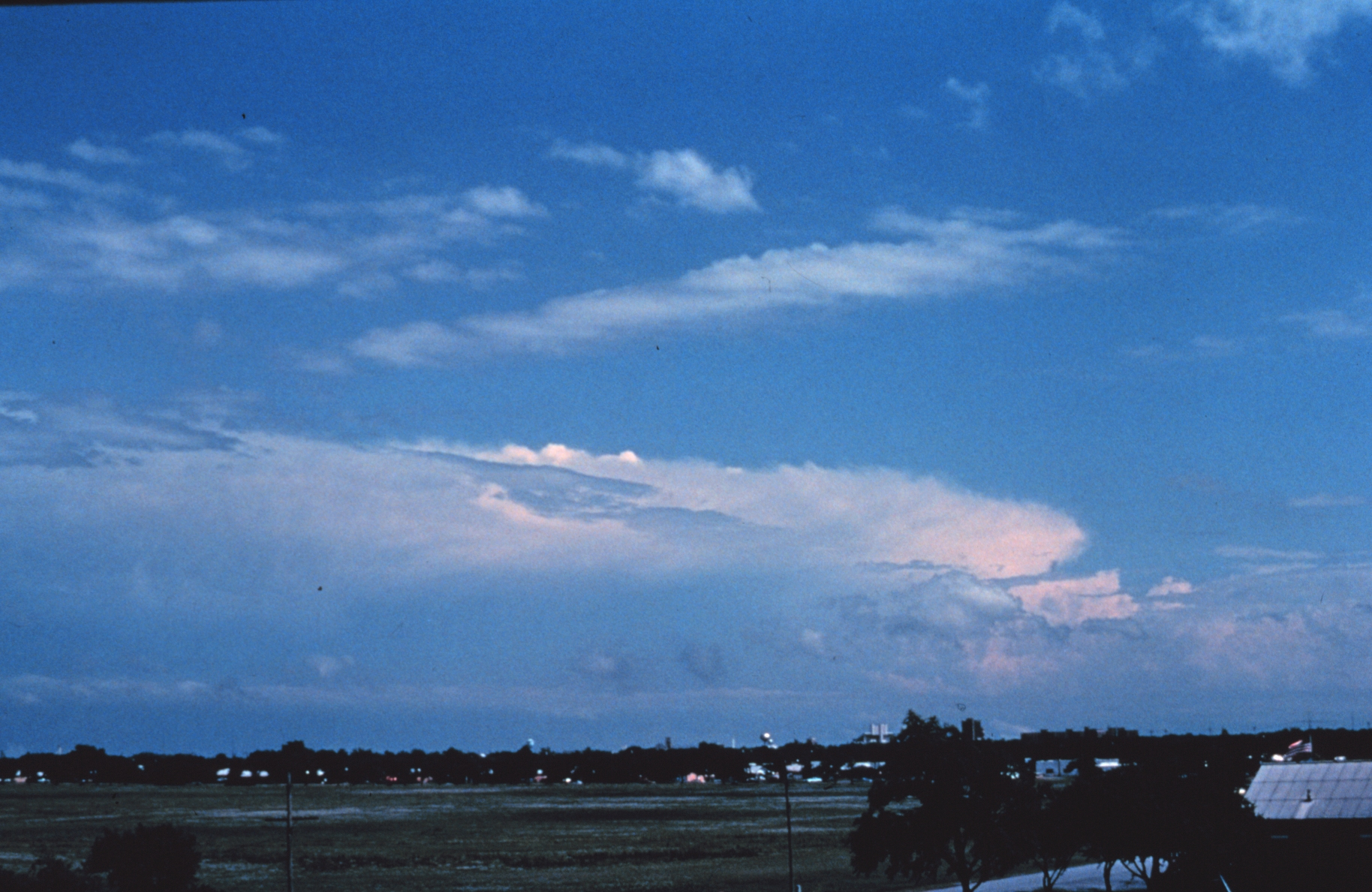